# Cephalotes solidus
Cephalotes solidus är en myrart som först beskrevs av Kempf 1974.  Cephalotes solidus ingår i släktet Cephalotes och familjen myror. Inga underarter finns listade.